# Absortância
Absortância (α) ou poder de absorção é a parte da energia incidente que se dissipa em contato com um material e que afeta a propagação do som.
Determina-se pela fração absorvida quando a radiação incide sobre uma superfície real. A maior fonte de radiação eletromagnética (REM) captada pelo planeta Terra é o Sol, responsável por mais de 99% de toda radiação incidente sobre o nosso planeta.
A norma técnica NRB 15220:2005 define-a como o quociente da taxa de radiação solar absorvida por uma superfície pela taxa de radiação solar incidente sobre esta mesma superfície.
Embora consideradas sinônimos por diversos autores, absortância e absortividade têm uma sensível diferença. Absortância é a propriedade de um conjunto que compõe uma superfície, por exemplo, uma parede de concreto pintada de branco. Absortividade é a propriedade de um material isolado, por exemplo, alumínio, ferro, tinta branca, concreto.
Absortância, por se tratar de uma relação entre duas grandezas, é adimensional.